# Alejarse
Alejarse (título original: Swing Away) es una película estadounidense de aventura y comedia de 2016, dirigida por Michael A. Nickles, escrita por Paul Robert Lingas, Julia Wall y George Elias Stephanopoulos, musicalizada por Tao Zervas, en la fotografía estuvo Yiannis Daskalothanasis y los protagonistas son Shannon Elizabeth, John O'Hurley y Karl Theobald, entre otros. El filme fue producido por Ancient Game Productions y se estrenó el 7 de mayo de 2016.

## Sinopsis
Una golfista profesional de Estados Unidos es suspendida de la gira LPGA, entonces se va a Grecia, al pueblo de sus abuelos, donde le hace frente a un ambicioso desarrollador de Estados Unidos, este va a modificar la vida de la gente y la de ella perpetuamente.